# Mount Fyfe
Mount Fyfe är ett berg i Antarktis. Det ligger i Östantarktis. Australien gör anspråk på området. Toppen på Mount Fyfe är 2 260 meter över havet.
Terrängen runt Mount Fyfe är kuperad västerut, men österut är den platt. Trakten är obefolkad. Det finns inga samhällen i närheten.